# Kepler-89
Kepler-89 is een ster in het sterrenbeeld Zwaan (Cygnus). De ster is van het type F en heeft vier bevestigde exoplaneten. De ster is groter dan de Zon en ligt op een afstand van 1580 lichtjaar. 

## Planetenstelsel
Het planetenstelsel van de ster werd ontdekt door de Kepler-ruimtetelescoop van NASA in 2012. Toen werden de vier exoplaneten Kepler-89 b, c, d en e gevonden. 
| Planeet | Massa          | Halve lange as (AE) | Omlooptijd (dagen) | Excentriciteit | Straal  |
| ------- | -------------- | ------------------- | ------------------ | -------------- | ------- |
| b       | <10,5 M⊕       | 0,05                | 3,7                | —              | 0,13 RJ |
| c       | 7,3 - 11,8 M⊕  | 0,099               | 10,4               | <0,1           | 0,31 RJ |
| d       | 0,33 MJ        | 0,165               | 22,3               | <0,1           | 0,83 RJ |
| e       | 11,9 - 15,5 M⊕ | 0,298               | 54,3               | <0,1           | 0,49 RJ |